# Marek Figura
Marek Figura – polski historyk, dr hab. nauk humanistycznych, profesor nadzwyczajny Instytutu Wschodniego Wydziału Historii Uniwersytetu im. Adama Mickiewicza w Poznaniu, Kierownik Zakładu Badań nad Przemianami Politycznymi i Społecznymi Europy Wschodniej i Azji.

## Życiorys
W 1995 r. został zatrudniony na stanowisku adiunkta w Instytucie Wschodnim na Wydziale Historii Uniwersytetu im. Adama Mickiewicza, gdzie w latach 1999-2002 pełnił funkcję wicedyrektora. 3 kwietnia 1995 obronił pracę doktorską Problem ukraiński w prasie poznańskiej, pomorskiej i śląskiej w latach 1918-1930, 29 czerwca 2009 habilitował się na podstawie pracy zatytułowanej Rosja w myśli politycznej Władysława Studnickiego. Otrzymał nominację profesorską. 
Pełni funkcję profesora nadzwyczajnego Instytutu Wschodniego Wydziału Historii Uniwersytetu im. Adama Mickiewicza w Poznaniu, a także na Wydziale Zamiejscowym w Sieradzu Akademii Humanistycznej i Ekonomicznej w Łodzi.

## Zainteresowania badawcze
Obszar badań prof. Marka Figury obejmuje: historię najnowszą i współczesną sytuację krajów Europy Środkowej i Wschodniej, a zwłaszcza Ukrainy i Białorusi oraz mniejszości słowiańskich w II Rzeczypospolitej oraz polskiej myśli politycznej.